# Cottus hubbsi
Cottus hubbsi är en fiskart som beskrevs av Bailey och Dimick, 1949. Cottus hubbsi ingår i släktet Cottus och familjen simpor. Inga underarter finns listade i Catalogue of Life.